# Harvey Charters
Harvey Blashford Charters (North Bay, 8 maggio 1912 – North Bay, 17 luglio 1995) è stato un canoista canadese.

## Palmarès

### Olimpiadi
- 2 medaglie:
  - 1 argento (Berlino 1936 nel C-2 10000 m)
  - 1 bronzo (Berlino 1936 nel C-2 1000 m)